# NGC 6301
NGC 6301 (również IC 4643, PGC 59681 lub UGC 10723) – galaktyka spiralna (Sc), znajdująca się w gwiazdozbiorze Herkulesa. Odkrył ją William Herschel 11 czerwca 1788 roku.